# Reformierte Kirche Maladers

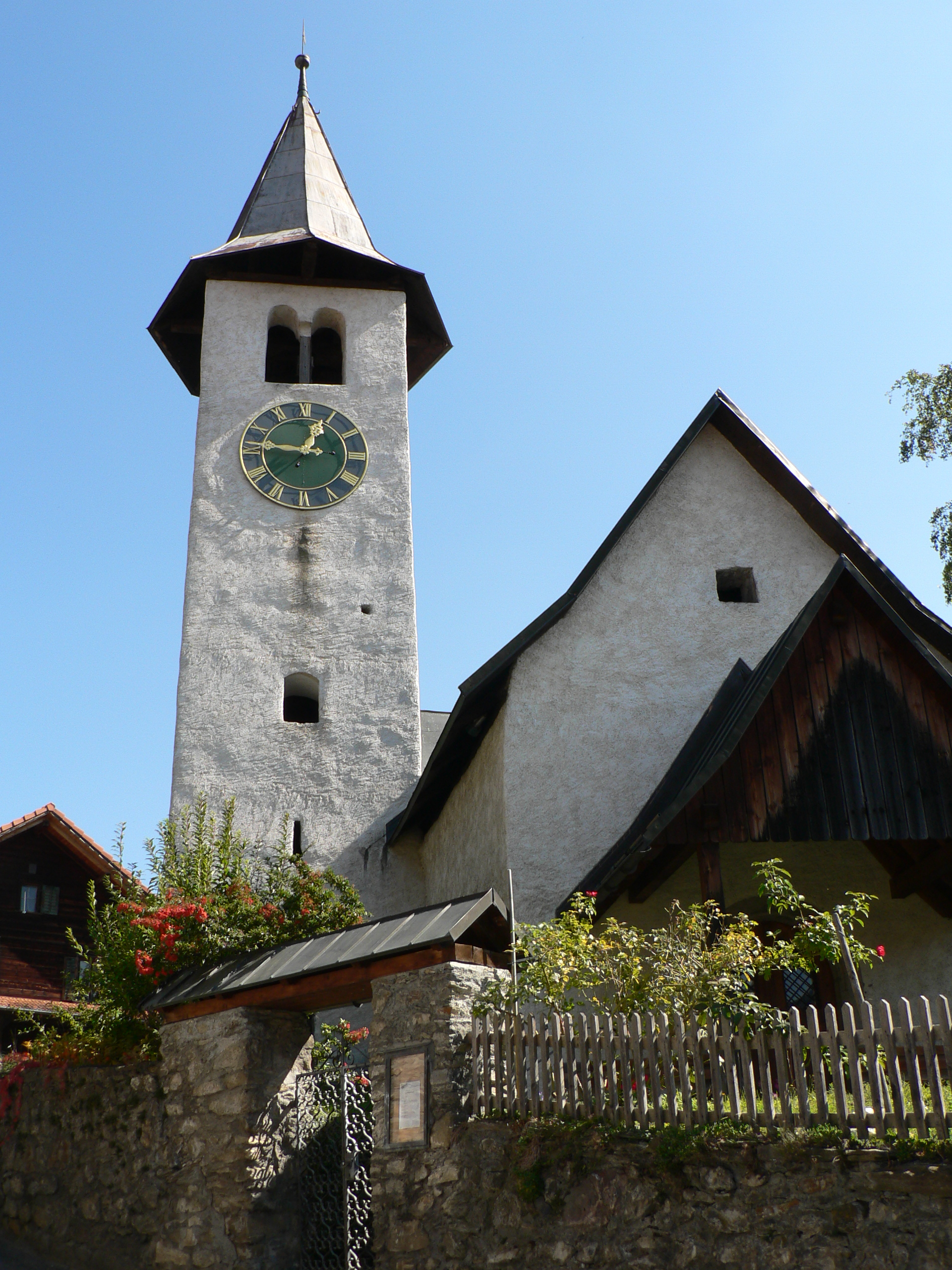
Reformierte Kirche in Maladers

Die reformierte Kirche in Maladers im Schanfigg ist ein evangelisch-reformiertes Gotteshaus unter dem Denkmalschutz des Kantons Graubünden. Sie steht im Oberdorf im historischen Dorfkern.

## Geschichte und Ausstattung
Unklar ist die Quellenlage zweier früherer Kirchenbauten: einer Kirche unter dem Patrozinium von Eusebius um 841 und eine einem Heiligen namens Desiderius geweihte um 1150.
Vom Jahre 1487 an sind Pfarrherren urkundlich bezeugt. Erst 1635 inmitten der Bündner Wirren und damit als letztes Dorf im Schanfigg nahm Maladers die Reformation an.
Der Kirchenbau zeigt zwei Bauepochen: Das Kirchenschiff und der Kirchturm mit eingeschossiger Glockenstube und Zeltdach stammt aus romanischer Zeit, während der Chor mit Netzgewölbe gotischen Stil aufweist.
Der Kirchenraum ist weiss getüncht. Unter dem Putz befinden sich Fresken zu Motiven der Apostel und mit einer Figur des Kirchenstifters in kniender Haltung. 1938 bei Renovierungsarbeiten an der Südwand und im Chor entdeckt, wurden die Fresken trotz Plädoyers von Kunsthistorikern wie Erwin Poeschel, sie zumindest teilweise zu erhalten, auf Beschluss einer Kirchengemeindeversammlung unter Berufung auf das Bilderverbot in den Zehn Geboten wieder zugedeckt.
Eine schalldeckellose, polygonale Kanzel beschliesst den Chor rechtsseitig. Zentral angebracht ist ein Taufstein und dahinter eine Orgel mit Dreifachprospekt und Flügeltüren und sechs Registern eines unbekannten Orgelbauers aus dem 19. Jahrhundert.

## Kirchliche Organisation
Maladers wird nach jahrzehntelanger Zugehörigkeit zu Castiel, Calfreisen und Lüen heute als eigenständige Kirchgemeinde der evangelisch-reformierten Landeskirche Graubünden geführt.

## Galerie

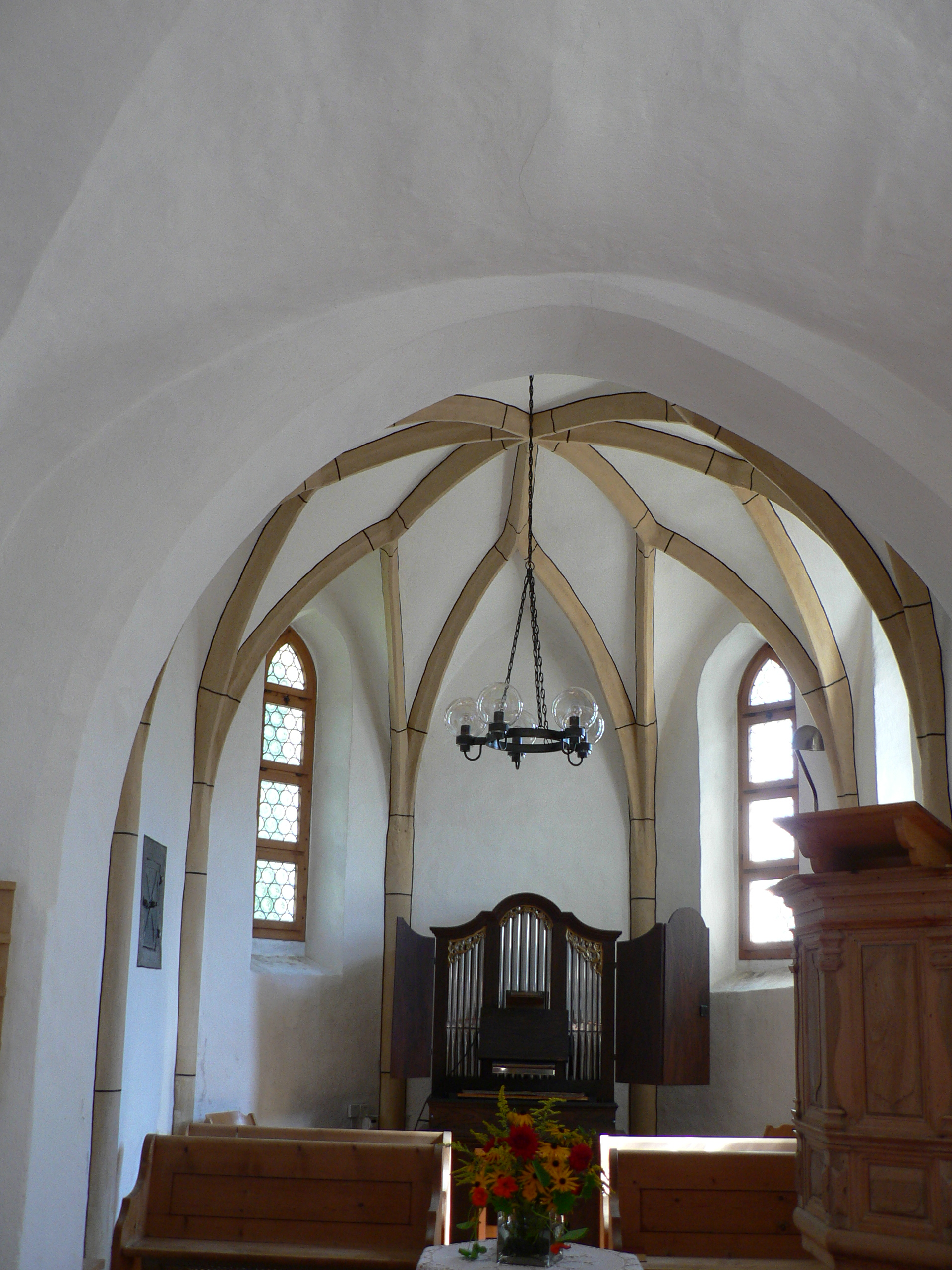
Reformierte Kirche in Maladers, Blick zum Chor
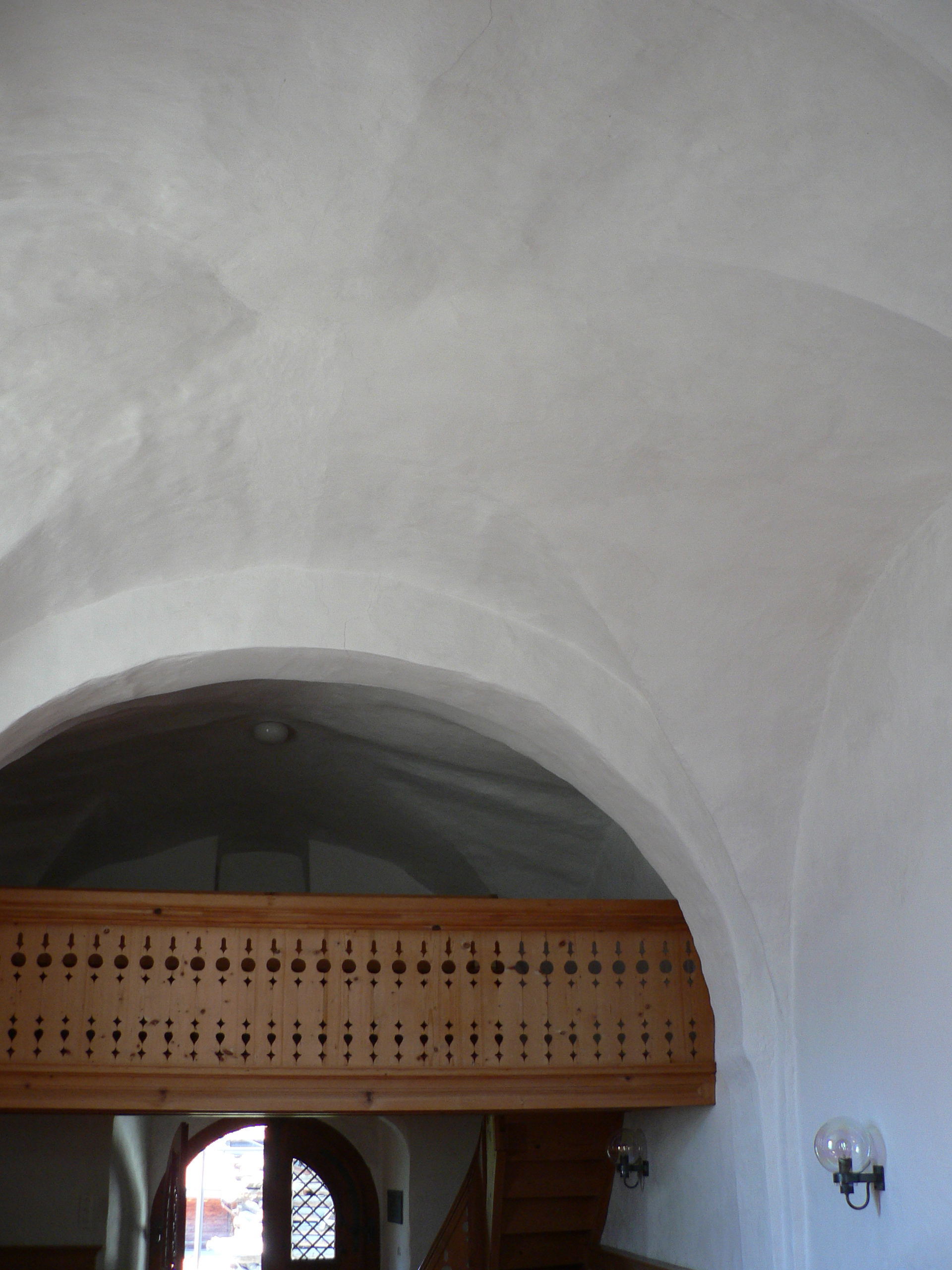
Reformierte Kirche in Maladers, Blick zur Empore
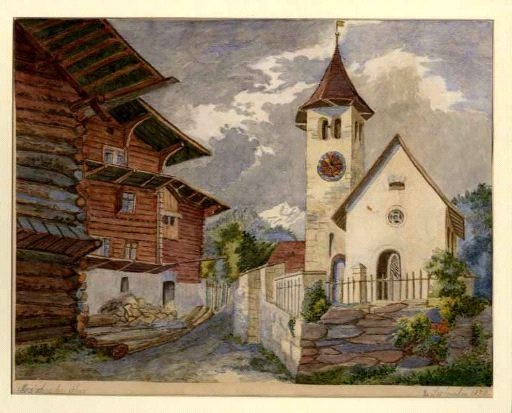
Gemälde von 1870
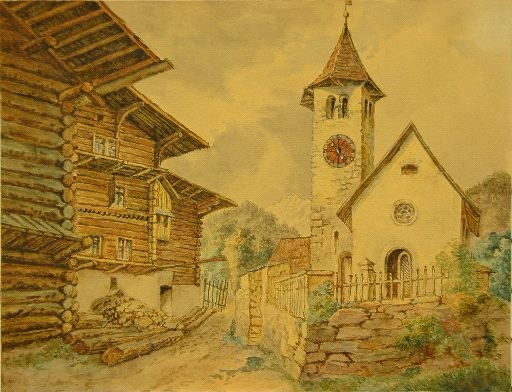
Gemälde von 1900